# Lars Molin (författare)
Lars Fredrik Molin, född 6 maj 1942 i Järpen, Jämtlands län, död 7 februari 1999 i Sundbyberg, Stockholms län, var en svensk författare, dramatiker och regissör.

## Biografi
Molin arbetade som vägmästare fram till 1972. Hans debut skedde med romanen Bomsalva, 1970, som handlar om en olycka i ett kraftverksbygge där tre arbetare dödas och där det mesta i boken är självupplevt. Året därpå var det dags för debuten som dramatiker, med filmen Badjävlar, om motsättningar mellan bofasta och sommargäster, som också blev hans publika genombrott.
Molins berömda tv-produktioner inkluderar bland annat Potatishandlaren, Kejsarn av Portugallien (efter Selma Lagerlöfs roman) och Tre Kärlekar, vilka alla har nått stor publik då de sändes i tv.
Han rönte också internationella framgångar, bland annat vann han 1998 den eftertraktade Emmy-statyetten för bästa tv-produktion, med Den tatuerade änkan, med Mona Malm i huvudrollen.
Molin avled den 7 februari 1999 och begravdes den 28 april samma år på Sundbybergs begravningsplats, avdelning Sundbybergsdelen.
2015 publicerade Gunilla Jensen en biografi över Molin, kallad Lars Molin. Mitt i berättelsen.

## Filmografi i urval
- 1970 – Hon kallade mig jävla mördare
- 1971 – Badjävlar (TV-film, endast manus, regi Christian Lund)
- 1972 – Nybyggarland (TV-serie) (endast manus, regi Åke Lindman och Lars G. Thelestam)
- 1973 – Mona och Marie (TV-serie)
- 1975 – Tjocka släkten (TV-serie) (endast manus, regi Christian Lund)
- 1976 – Polare (endast manus, regi Jan Halldoff)
- 1978 – Bomsalva
- 1979 – Repmånad (endast manus, regi Lasse Åberg)
- 1981 – Höjdhoppar'n
- 1982 – Zoombie (TV-serie) (tre delar)
- 1983 – Midvinterduell
- 1984 – Pengarna gör mannen (TV-film)
- 1985 – Korset (TV-serie) (tre delar)
- 1985 – Kams – tokerier från Ådalen (TV-serie)
- 1986 – Kunglig toilette
- 1986 – Fläskfarmen (TV-film)
- 1986 – Saxofonhallicken (TV-film)
- 1989 – Tre kärlekar (TV-serie)
- 1992 – Kejsarn av Portugallien
- 1994 – Sommarmord
- 1996 – Potatishandlaren (TV-film)
- 1998 – Den tatuerade änkan (TV-film)
- 1998 – Ivar Kreuger (TV-serie)

## Priser och utmärkelser
- 1971 – Litteraturfrämjandets stipendiat
- 1972 – Albert Bonniers stipendiefond för yngre och nyare författare
- 1980 – Sherlock-priset för Bomben
- 1991 – Landsbygdens författarstipendium
- 1991 – Svenska Dagbladets Thaliapris
- 1998 – Piratenpriset